# آدرس داون‌تاون دبی
آدرس داون‌تاون دبی یک مجتمع مسکونی واقع در دبی، امارات، امارات متحده عربی می‌باشد. ساخت و ساز این ساختمان ۲۰۰۵ شروع شد و ۲۰۰۸ به پایان رسید. این بنا به سبک آرت دکو طراحی شده است. مساحت زیربنای آن ۱۷۸٬۰۰۰ متر مربع (۱٬۹۲۰٬۰۰۰ فوت مربع)، تعداد طبقاتش ۶۳ است.